# Megan Cole
Megan Cole (* vor 1984) ist eine Schauspielerin.

## Leben
Cole hatte im Laufe ihrer Schauspielkarriere meist Gastrollen in Fernsehserien inne. Im Star-Trek-Universum spielte sie in der 1992 veröffentlichten Folge Verbotene Liebe der Serie Raumschiff Enterprise – Das nächste Jahrhundert die Noor, ein Mitglied der androgynen Spezies der J’naii und 1998 in zwei Folgen der Serie Star Trek: Deep Space Nine die romulanische Senatorin Kimara Cretak. Neben weiteren Auftritten in einigen anderen Fernsehserien verkörperte sie von 1996 bis 2003 in der Krankenhausserie Emergency Room – Die Notaufnahme die wiederkehrende Rolle der Dr. Upton, 1997 in zwei Folgen der Sitcom Seinfeld die Peggy und 1998 in vier Folgen der Justizserie Practice – Die Anwälte die Meredith Pearson. Zudem war sie 1996 in Michael Nolins Dreiecksdrama Wilde Nächte – Leidenschaft ohne Tabus als Therapeutin zu sehen. Seit 2008 trat sie nicht mehr als Schauspielerin in Erscheinung.

## Filmografie
- 1984: Hot Pursuit (Fernsehserie, eine Folge)
- 1991: Ausgerechnet Alaska (Northern Exposure, Fernsehserie, eine Folge)
- 1991: Civil Wars (Fernsehserie, eine Folge)
- 1992: L.A. Law – Staranwälte, Tricks, Prozesse (L.A. Law, Fernsehserie, eine Folge)
- 1992: Raumschiff Enterprise – Das nächste Jahrhundert (Star Trek: The Next Generation, Fernsehserie, Folge 5x17: Verbotene Liebe)
- 1996: Wilde Nächte – Leidenschaft ohne Tabus (Wildly Available)
- 1996–2003: Emergency Room – Die Notaufnahme (ER, Fernsehserie, 7 Folgen)
- 1997: Der Mann an sich … (Men Behaving Badly, Fernsehserie, eine Folge)
- 1997: Seinfeld (Fernsehserie, 2 Folgen)
- 1998: Ein ganz normaler Heiliger (Nothing Sacred, Fernsehserie, eine Folge)
- 1998: Star Trek: Deep Space Nine (Fernsehserie, 2 Folgen)
- 1998: Practice – Die Anwälte (The Practice, Fernsehserie, 4 Folgen)
- 2003: Für alle Fälle Amy (Judging Amy, Fernsehserie, eine Folge)
- 2005: Las Vegas (Fernsehserie, eine Folge)
- 2008: Eli Stone (Fernsehserie, eine Folge)